# Лі (повіт, Сичуань)
31°26′19″ пн. ш. 103°09′54″ сх. д. / 31.43871° пн. ш. 103.16489° сх. д.
Лі (кит. 理县, пін. Lĭ Xiàn) — один із повітів КНР у складі Нгава-Тибетсько-Цянської автономної префектури, провінція Сичуань. Адміністративний центр — містечко Цзагунао.

## Географія
Лі розташовується на крайньому сході Тибетського плато (регіон Кхам), у середньому лежить на висоті близько 2700 метрів над рівнем моря (перепад висот у діапазоні від 1422 до 5922 метрів над рівнем моря), лежить між долиною річки Міньцзян на сході та горами Цюнлайшань на заході.

### Клімат
Повіт знаходиться у зоні, котра характеризується океанічним кліматом субтропічних нагір'їв. Найтепліший місяць — серпень із середньою температурою 20,6 °C. Найхолодніший місяць — січень, із середньою температурою 1 °С.
| Клімат повіту Лі                                   | Клімат повіту Лі | Клімат повіту Лі | Клімат повіту Лі | Клімат повіту Лі | Клімат повіту Лі | Клімат повіту Лі | Клімат повіту Лі | Клімат повіту Лі | Клімат повіту Лі | Клімат повіту Лі | Клімат повіту Лі | Клімат повіту Лі | Клімат повіту Лі |
| Показник                                           | Січ.             | Лют.             | Бер.             | Квіт.            | Трав.            | Черв.            | Лип.             | Серп.            | Вер.             | Жовт.            | Лист.            | Груд.            | Рік              |
| Середній максимум, °C                              | 6,8              | 10,8             | 15,4             | 20,6             | 23,1             | 24,8             | 27,3             | 27,5             | 23,2             | 18,2             | 13,4             | 8,1              | 18,3             |
| Середня температура, °C                            | 1                | 3,9              | 8,1              | 12,7             | 15,8             | 18,2             | 20,6             | 20,6             | 17,1             | 12,3             | 7,2              | 2,2              | 11,6             |
| Середній мінімум, °C                               | −3,1             | 0,5              | 3,3              | 7,4              | 10,8             | 13,9             | 16,1             | 16,1             | 13,3             | 8,7              | 3,2              | −1,8             | 7,3              |
| Норма опадів, мм                                   | 7.5              | 12.4             | 34.1             | 62.2             | 96.8             | 108.1            | 76.2             | 68.8             | 78.3             | 63.2             | 15.2             | 4.1              | 626.9            |
| Вологість повітря, %                               | 62               | 61               | 62               | 63               | 67               | 73               | 72               | 69               | 73               | 73               | 69               | 64               | 67               |
| -------------------------------------------------- | ---------------- | ---------------- | ---------------- | ---------------- | ---------------- | ---------------- | ---------------- | ---------------- | ---------------- | ---------------- | ---------------- | ---------------- | ---------------- |
| Джерело: Дані метеостанції №56184 (КНР, 1991-2020) |                  |                  |                  |                  |                  |                  |                  |                  |                  |                  |                  |                  |                  |